# Festival de jazz de Bakou
Le festival de jazz international de Bakou (en azéri : Bakı Beynəlxalq Caz Festivalı) - est organisé à Bakou dès l’an 2002. Le festival a lieu à Bakou, chaque année au mois d’octobre. Dans le déroulement du festival prennent part les étoiles du jazz étranger, aussi bien que les artistes du jazz azerbaïdjanais. Le festival de jazz est organisé par le Ministère de la culture et du tourisme d’Azerbaïdjan et le fonds de la culture d’Azerbaïdjan. Les concerts dans le cadre du festival passent au Centre de jazz de Bakou, au Centre International de Mugham, au Palais Heydar Aliyev et au Théâtre philharmonique de Bakou,.

## Histoire
En 2005, il a réuni des musiciens de 12 pays du monde, des groupes de musiciens tels que l'Autrichien Joe Zawinul, Bobo Stenson, Maria Joao, le saxophoniste Greg Ozbi, de célèbres musiciens de jazz. Depuis 2005, avec le soutien du ministère de la Culture et du Tourisme de l'Azerbaïdjan, le magazine « Jazz Dünyası » a organisé des festivals de grande envergure auxquels ont participé presque toutes les stars du jazz mondial (Al Jerow, Herbie Hancock, Markus Miller, Kenny Garrett, Joshua Redman, Diane Reeves, Avishai Cohen et bien d'autres).
Également en 2005, dans le cadre du Festival de jazz de Bakou, le magazine « Jazz Dünyası » a lancé le projet international "I am Jazzman!" - concours de jeunes artistes de jazz, dont les lauréats sont des musiciens talentueux tels que Isfar Sarabsky, Riad Mamedov, Alina Rostotskaya et d'autres.
En 2017, le festival a duré du 20 au 28 octobre et dans le cadre de ce festival, un concert du musicien guinéen Sekou Kuyat a eu lieu. En plus de lui, des musiciens venus d’Allemagne, de Suède, de Suisse, des Pays-Bas, d’Israël, de France et d’autres font partie du festival.
En 2018, le festival a été ouvert par le maître britannique néo-soul Omar Lye-Fook. Le festival comprenait des musiciens et des groupes musicaux de plus de 14 pays: Laura Poldvere (Estonie), un trio de Jean-Christophe Choletta (France), un groupe de «Musique, Musique, Musique» (Suède), Uv Steinmetz (Allemagne), Djan Djankaya et Kagan Yildiz (Turquie), trio de Martina Salemi (Belgique), trio Helge Lein (Norvège), groupe «Kodaly Spicy Jazz» (Hongrie), Michel Pippokuino (Brésil), trio de Ruben Hain (Pays-Bas), groupe Gregory Maret avec Kristi Dachel ( États-Unis). La fête a duré du 15 au 28 octobre.

## Galerie de photographies

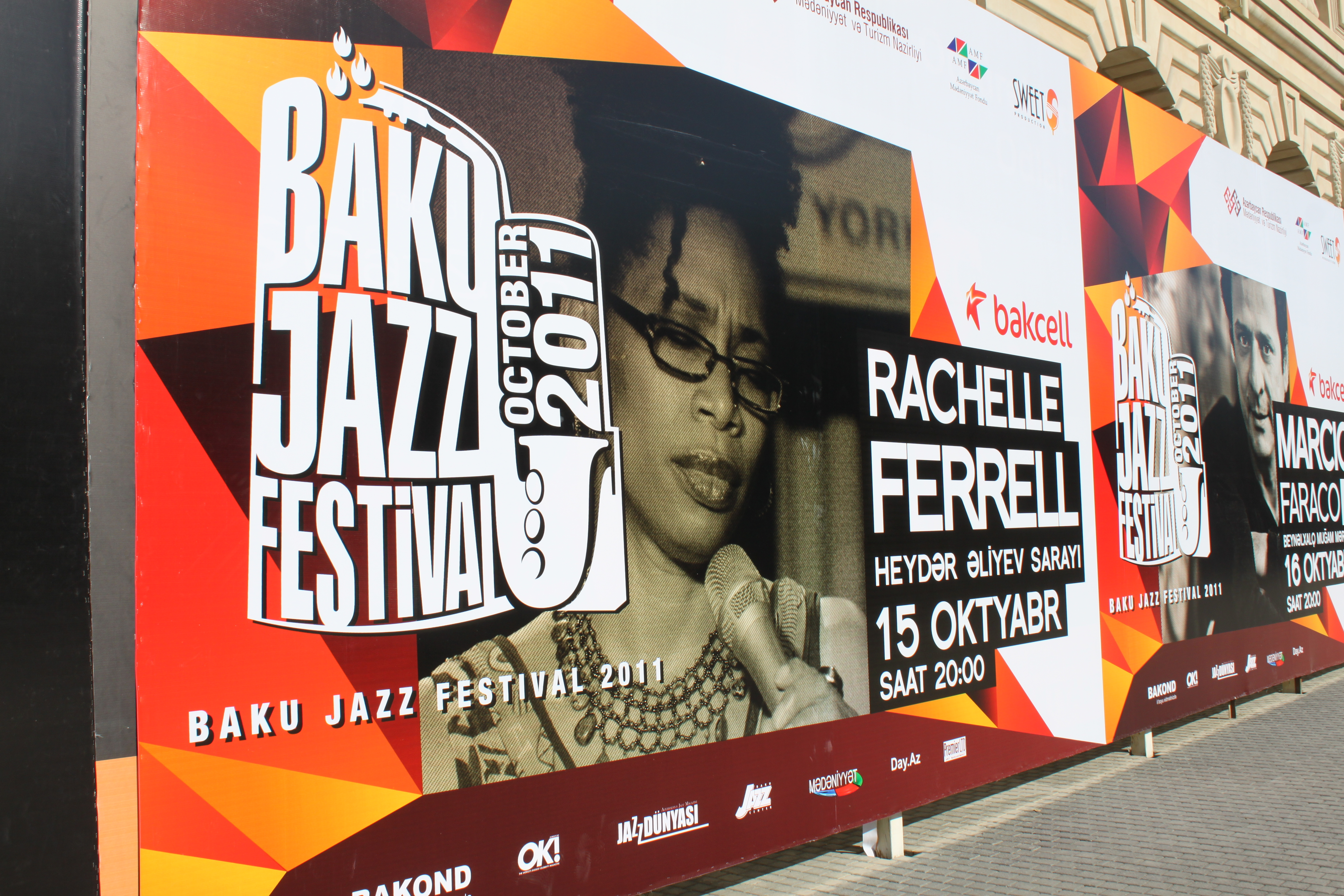
Affiches du festival (2011).
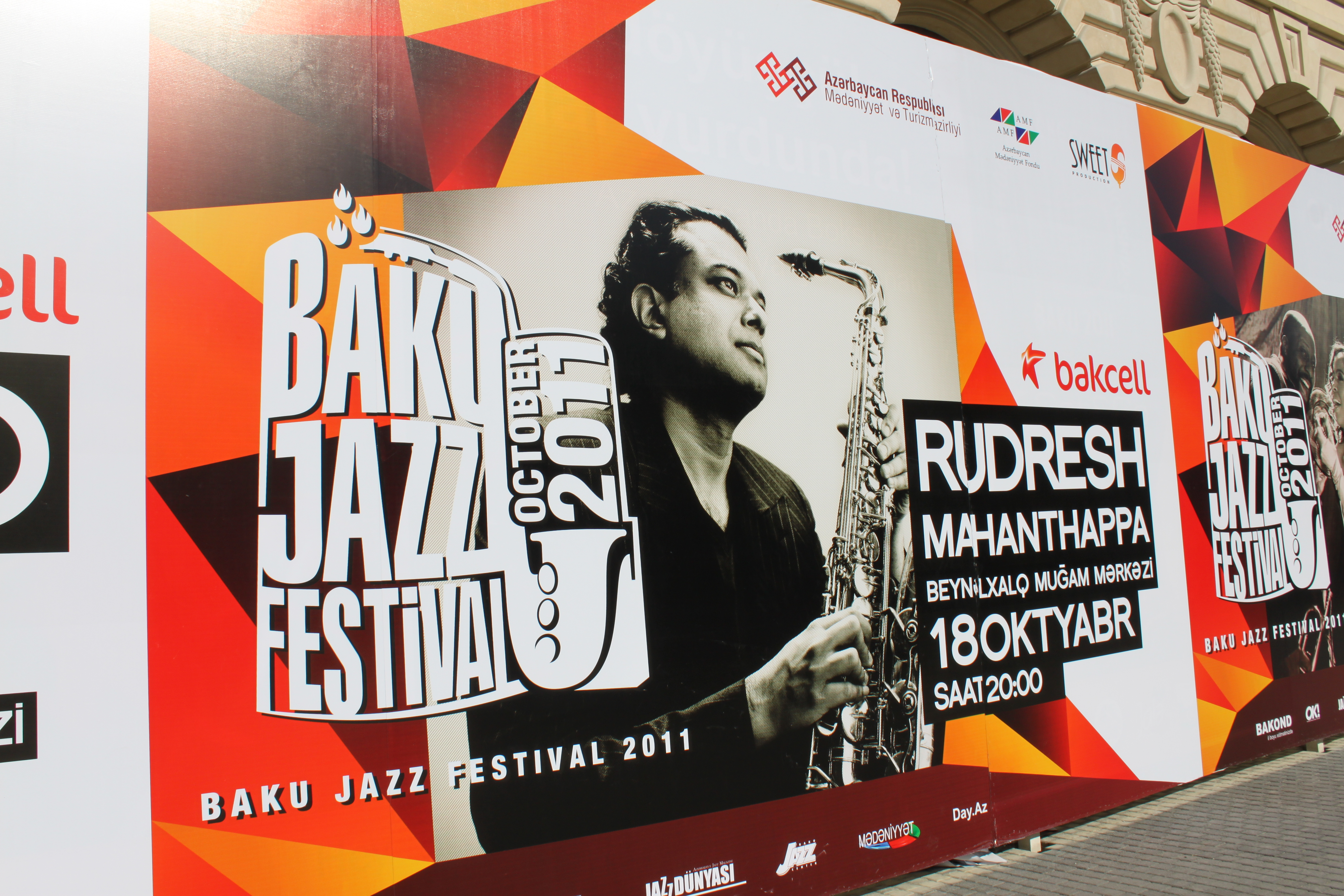